# Cosmosoma batesii
Cosmosoma batesii är en fjärilsart som beskrevs av Butler 1876. Cosmosoma batesii ingår i släktet Cosmosoma och familjen björnspinnare. Inga underarter finns listade i Catalogue of Life.